# 塔城红楼
塔城红楼是中华人民共和国新疆维吾尔自治区保存较为完整的、最大的俄罗斯建筑风格近代建筑，因临街外墙为铁红色而得名。塔城红楼位于塔城市市中心，建成于1914年，曾作为新疆的俄商大户吉祥涌商行的商务中心、地区医院、行政公署办公楼、招待所、《塔城报》报社等使用，现塔城红楼作为塔城红楼博物馆使用。塔城红楼展示了以俄罗斯族民居营造技艺为主的建筑技巧，将中西建筑风格融合，保存了当时原有的历史风貌。
2006年，塔城红楼被中华人民共和国国务院列为第六批全国重点文物保护单位。

## 建筑历史

### 背景

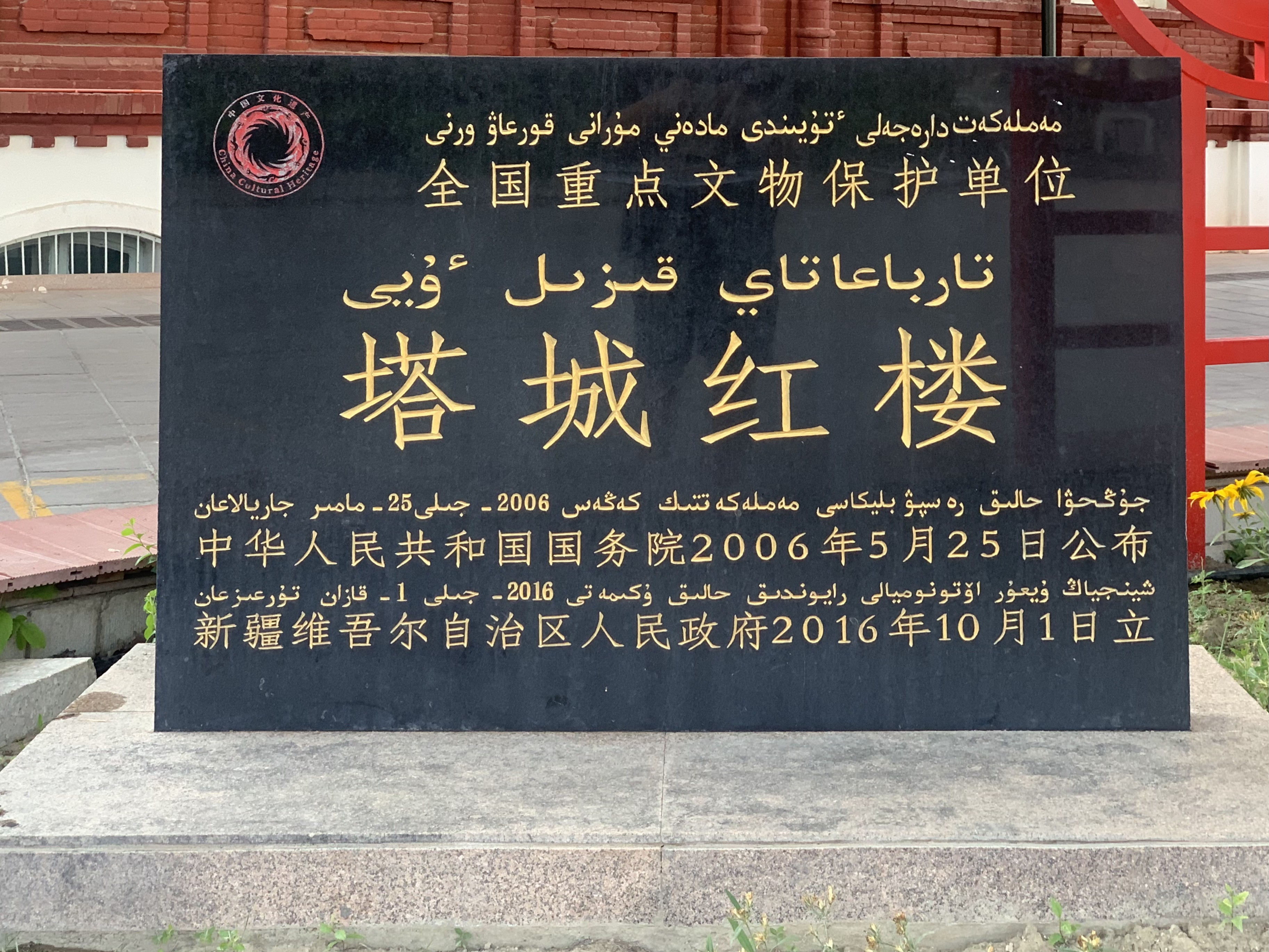
塔城红楼文保碑

中俄签订《中俄伊犁塔爾巴哈臺通商章程》后，塔尔巴哈台城（绥靖城）成为中俄贸易的重要地区，俄罗斯帝国在塔城建立起俄国驻塔城领事馆，并享有贸易免税、领事裁判权等特权。前往塔城从事贸易活动的俄国人逐渐增多，其中就包括俄籍塔塔尔族热玛赞·坎尼雪夫。热玛赞·坎尼雪夫因逃避兵役于清咸丰十一年（1961年）前往塔城。最初他跟随茶商在塔城和斜米（今塞梅伊）间从事茶贸易，光绪五年（1879年）在塔城成立吉祥涌商行。鼎盛时期，吉祥涌商行分店分布全疆，比如光绪三十三年（1907年），吉祥涌商行迪化（今乌鲁木齐市）分店成立，主要经营业务包括杂货、瓷器。吉祥涌商行的买卖可达甘肃、陕西、汉口、天津等地，经营业务包括皮毛、洋货等。

### 修建和早期使用
清宣统二年（1910年），热玛赞·坎尼雪夫选择在塔城城北，南邻俄国驻塔城领事馆，东邻塔城贸易圈的三角地修建吉祥涌商行的商务中心——塔城红楼。塔城红楼由俄国设计师设计，由泥瓦工米哈托夫作为监工带领塔城的能工巧匠从1910年开始，历时3年修建完成。塔城红楼是当时塔城内最豪华的建筑。红楼建成后，这里成为吉祥涌商行经营土特产购销、对俄进出口贸易的地方，也吸引来包括迪化在内的的多地商号在此开设代办机构。
盛世才主政新疆后，于1937年开始借“阴谋暴动案”打击新疆多方势力，大量商甲财产被当作“逆产”被没收。1938年，“阴谋暴动案”波及到吉祥涌商行，红楼被没收并被改做医院（今塔城地区人民医院前身）。三区革命时期，塔城红楼的归属归还给了原主。热玛赞·坎尼雪夫接收塔城红楼后不多时，又将其捐给了政府，塔城红楼依旧作为医院使用过一段时间。
新疆和平解放后，红楼改作塔城专区行政公署办公楼直至1975年。1975年后，塔城红楼先后被用作为招待所、塔城地区行政公署农口部分处局的办公用房。1984年又作为《塔城报》报社的办公用房。

### 塔城地区博物馆
2006年，塔城红楼被中华人民共和国国务院列为第六批全国重点文物保护单位。2006年，中国共产党塔城地区委员会、塔城地区行政公署决定对塔城红楼进行扩建和修缮，矿建和修缮工作持续了一年。红楼旁新建和塔城红楼风格一致的两层建筑。此后，塔城红楼被作为塔城地区博物馆（塔城红楼博物馆）使用。塔城地区博物馆设有“塔城地区历史文物陈列”等展览，展品以红衣四口陶壶作为镇馆之宝。2008年3月起，塔城地区博物馆免费对外开放。
2008年的第三次全国文物普查中，塔城红楼被复查。2016年，塔城地区文物局投资440余万元人民币对塔城红楼进行修缮。经过超过两年的楼体修缮、重新布展，2019年4月塔城红楼重新对外开放

## 建筑特色

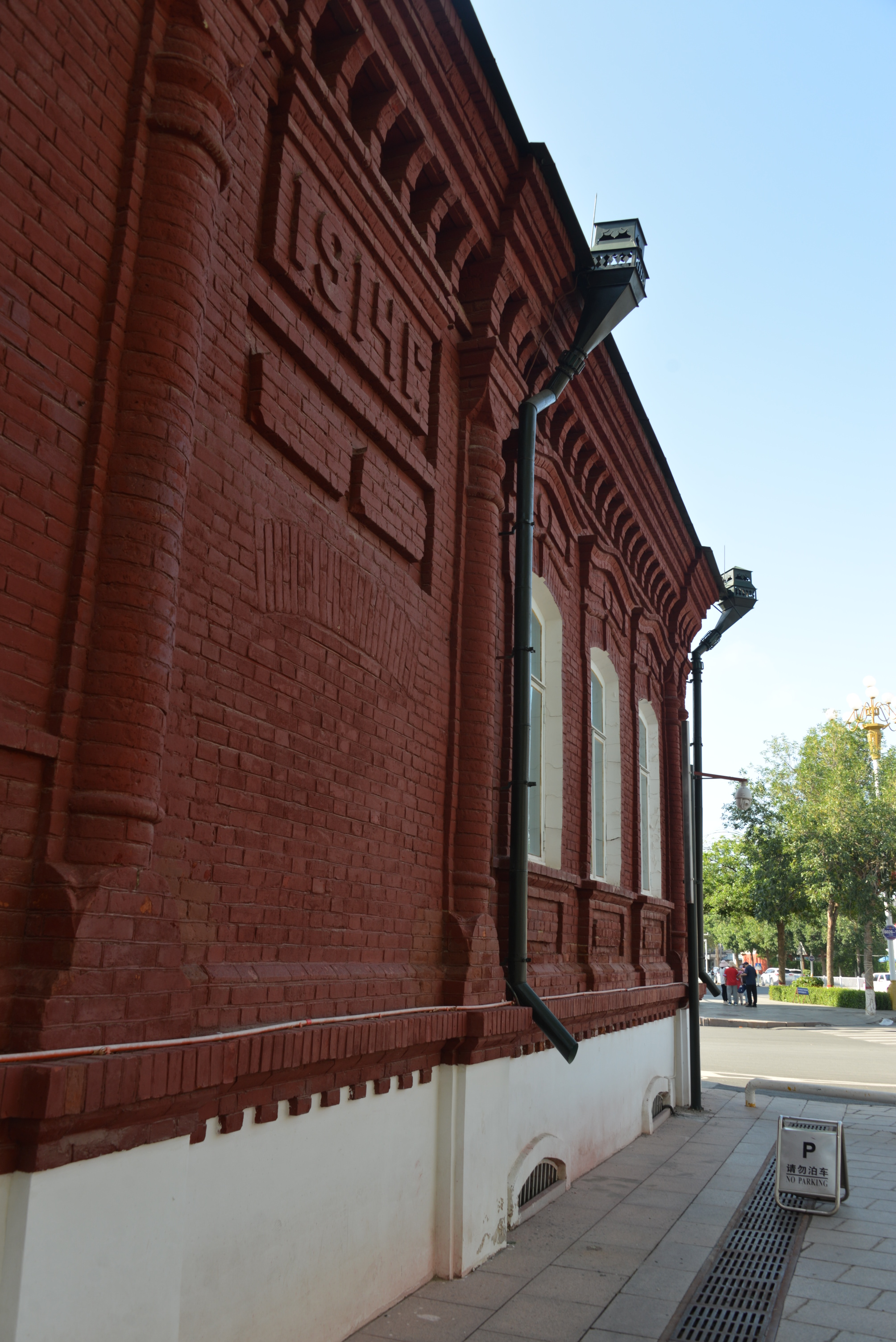
塔城红楼的外墙面，可以看到绿色的排水管、白色的窗棂和墙面上“1914 г.”的字样

塔城红楼是新疆维吾尔自治区保存较为完整、最大的一处俄式近代建筑。展示了以俄罗斯族民居营造技艺为主的建筑技巧，保存了当时原有风貌。塔城红楼和院落占地面积3872平方米，其中主体建筑位于院落西侧，面积近1069平方米，是具有典型俄罗斯建筑风格的近代建筑。平面呈“L”形，建筑主体呈东西走向，长50余米，宽近20米；西面向北延伸，这部分南北长30余米，东西宽8米有余。主要建筑分为地上和地下两层，约6-7米高，共16间房屋。上层原为起居室和商务会客用房，二者被走廊一分为二，朝北面积较小的用来住人，朝南较大的用来做生意，整层铺设木质地板。下层为通体地下室，主要用来储物，地下室有半嵌入铁皮壁炉，高2米有余。塔城红楼楼顶为斗篷式绿色冷轧板（黑铁皮）屋顶，窗棂为白色，拱形窗棂上会绘有圆形、菱形等几何图案。建筑墙面均用红砖堆砌而成，临街的墙体呈铁红色，这也是红楼的名称由来。外墙有“1914 г.”等修建之初留有的字样。刷绿漆的排水管从屋顶沿红墙通向地面，排水管上端有雕花铁艺盒子。
新修的二层建筑位于院落东侧，面积近1290平方米，主要用于展览，外观风格与旧楼一致。塔城红楼院内有夏橡树、针叶松等植被。

## 相关作品
2010年代，塔城文联委员和塔城地区作家协会会员联合发起编导话剧《红楼》。话剧《红楼》以塔城红楼为名，讲述了19世纪末到20世纪初，贵族阿列兴家族为争夺红楼的故事。2014年2月，话剧《红楼》在塔城文化中心上演。

## 图库
| - 塔城红楼内部 - 塔城红楼一角 - 塔城红楼一角 - 院内看塔城红楼 - 塔城红楼外侧 - 塔城红楼外侧 - 塔城红楼博物馆大门 |